# Glutamine
Glutamine (afgekort tot Gln of Q) is een van de twintig natuurlijk voorkomende aminozuren. De stof komt voor als een kleurloze en reukloze vaste stof, die matig oplosbaar is in water. Als smaakversterkers worden glutamine, glutaminezuur en glutaminaat aan veel producten toegevoegd en als additief op verpakkingen vermeld als E620.
Glutamine wordt gecodeerd door de codons CAA en CAG.

## Synthese
Op industriële schaal wordt glutamine bereid door fermentatie.

## Structuur
Het residu van glutamine is een primair amide. Glutamine wordt geclassificeerd als een polair ongeladen aminozuur. Het is bijgevolg oplosbaar in water.
De structuur is vergelijkbaar met asparagine, maar bij glutamine bevat de zijketen een extra koolstofatoom.

## Eigenschappen
De zuurconstanten van glutamine zijn:
- pKa1 (carboxylgroep) = 2,17
- pKa2 (aminegroep) = 9,13

Door de naburige carbonylgroep kan de primaire aminegroep uit de zijketen niet geprotoneerd worden.
Het iso-elektrisch punt ligt bij pH 5,65.

## Biochemische functies
Glutamine wordt geclassificeerd als een niet-essentieel aminozuur, maar in sommige omstandigheden (zoals bij intense inspanningen of klachten aan het maag-darmstelsel) kan het als essentieel beschouwd worden.
Net als andere aminozuren, is glutamine belangrijk voor de bouw van proteïnen. Ook is glutamine cruciaal in stikstofvastleggende metabolismen. Het enzym dat ervoor zorgt dat glutamine kan worden vastgelegd in aminozuren is glutaminesynthetase. Ditzelfde enzym staat ook in voor de biosynthese van glutamine uit glutaminezuur en ammoniak.
Glutamine is van belang bij de regulatie van de zuur-basebalans in de nieren. Het is, naast glucose, ook een bron van cellulaire energie en doet dienst als transportmiddel van ammonium in het bloed.

## Voorkomen
Glutamine komt in grote hoeveelheid voor in vlees, vis, gevogelte en kwark, maar ook in yoghurt, melk en eieren. Verder komt het aminozuur ook voor in soja, tarwe, spinazie, kolen, bonen en tofoe.